# BMW Charity Pro-Am
De BMW Charity Pro-Am is een golftoernooi in de Verenigde Staten en het maakt deel uit van de Web.com Tour. Het toernooi werd opgericht in 1992 en wordt sinds 2001 telkens gespeeld op verschillende golfbanen in de staat South Carolina.
Hert is een strokeplay-toernooi dat gespeeld wordt over vier dagen en na de tweede dag wordt de cut toegepast.

## Geschiedenis
In 1992 werd het toernooi opgericht als de Greater Greenville Classic en de eerste editie werd gewonnen door de Amerikaan Russell Beiersdorf. In 1997 werd het toernooi hernoemd tot de Upstate Classic totdat het vernoemd werd tot de Charity Pro-Am at The Cliffs, in 2001. Sinds 2002 is BMW de hoofdsponsor van dit toernooi en het toernooi werd later nog georganiseerd als de BMW Charity Pro-Am at The Cliffs, van 2002 tot 2007. Sinds 2008 wordt het georganiseerd als de BMW Charity Pro-Am.

## Golfbanen
Dit toernooi werd sinds de oprichting op meerdere golfbanen gespeeld in hun geschiedenis:
| Ja(a)r(en) | Golfbaan                   | Par | Stad                       | Info                                                                         |
| ---------- | -------------------------- | --- | -------------------------- | ---------------------------------------------------------------------------- |
| 1990-2000  | Verdae Greens Golf Club    | 72  | Greenville, South Carolina | Baanrecord: 63 (Mike Small, Michael Christie, in 1996; Eric Booker, in 1998) |
| 2001-      | The Reserve at Lake Keowee | 72  | Sunset, South Carolina     | Dag 1 of 2                                                                   |
| 2001-      | Greenville Country Club    | 72  | Greenville, South Carolina | Dag 1 of 2                                                                   |
| 2001-      | Thornblade Club            | 71  | Greer, South Carolina      | Dag 3 & 4 (gastheer)                                                         |

## Winnaars
| Jaar                             | Winnaar                    | Score                      | Score                      | Info                                          |
| Greater Greenville Classic       | Greater Greenville Classic | Greater Greenville Classic | Greater Greenville Classic | Greater Greenville Classic                    |
| -------------------------------- | -------------------------- | -------------------------- | -------------------------- | --------------------------------------------- |
| 1992                             | Russell Beiersdorf         | 133                        | –2                         | Afgewerkt in twee ronden                      |
| 1993                             | Sean Murphy                | 271                        | –17                        |                                               |
| 1994                             | Scott Gump                 | 272                        | –16                        |                                               |
| 1995                             | David Toms po              | 267                        | –21                        | Won de play-off van Tom Scherrer              |
| 1996                             | Michael Christie           | 265                        | –23                        |                                               |
| Upstate Classic                  |                            |                            |                            |                                               |
| 1997                             | Chris Smith                | 267                        | –21                        |                                               |
| 1998                             | Tom Scherrer               | 200                        | –16                        | Wegens slechte weer, afgewerkt in drie ronden |
| 1999                             | Steve Gotsche              | 208                        | –8                         | Wegens slechte weer, afgewerkt in drie ronden |
| 2000                             | Shane Bertsch              | 269                        | –19                        |                                               |
| Charity Pro-Am at The Cliffs     |                            |                            |                            |                                               |
| 2001                             | Jonathan Byrd              | 269                        | –18                        |                                               |
| BMW Charity Pro-Am at The Cliffs |                            |                            |                            |                                               |
| 2002                             | Charles Warren             | 264                        | –22                        |                                               |
| 2003                             | Tripp Isenhour             | 269                        | –17                        |                                               |
| 2004                             | Ryuji Imada po             | 270                        | –17                        | Won de play-off van Paul Gow                  |
| 2005                             | Shane Bertsch              | 202                        | –12                        | Wegens slechte weer, afgewerkt in drie ronden |
| 2006                             | Ken Duke                   | 273                        | –13                        |                                               |
| 2007                             | Nick Flanagan              | 271                        | –15                        |                                               |
| BMW Charity Pro-Am               |                            |                            |                            |                                               |
| 2008                             | David Mathis               | 266                        | –20                        |                                               |
| 2009                             | Michael Sim po             | 264                        | –22                        | Won de play-off van Fabian Gomez              |
| 2010                             | Justin Hicks               | 266                        | –20                        |                                               |
| 2011                             | Garth Mulroy po            | 268                        | –18                        | Won de play-off van Sung Kang                 |
| 2012                             | Nick Flanagan po           | 271                        | –15                        | Won de play-off van Cameron Percy             |
| 2013                             | Mark Anderson              | 259                        | –27                        |                                               |
| 2014                             | Max Homa                   | 266                        | –20                        |                                               |

| Toernooirecord |  | po = winnaar na play-off |